# Ferrocarril en Irlanda

Vías férreas activas en Irlanda, con la ubicación de los principales aeropuertos y puertos en las proximidades de las líneas ferroviarias.

El transporte ferroviario en Irlanda (interurbano, de cercanías y de mercancías) corre a cargo de Iarnród Éireann en la República de Irlanda y de Northern Ireland Railways en Irlanda del Norte.
La mayoría de las rutas de la República parten de Dublín. Irlanda del Norte tiene rutas de cercanías desde Belfast y dos líneas principales de InterCity, hasta Derry y transfronterizas hasta Dublín.
El mapa adjunto de la red ferroviaria actual muestra las líneas que están plenamente operativas (en rojo), las que sólo transportan tráfico de mercancías (en negro) y, con líneas negras punteadas, las que han sido "desconectadas" (es decir, cerradas al tráfico pero potencialmente fáciles de reabrir). Se indican algunos aeropuertos, pero ninguno está conectado por ferrocarril, aunque el aeropuerto de Kerry y el de la ciudad de Belfast están a poca distancia de una estación de ferrocarril. Tanto el aeropuerto de la ciudad de Derry como el internacional de Belfast (Aldergrove) están cerca de las líneas ferroviarias, pero no están conectados. Los puertos están señalados, aunque pocos siguen conectados por ferrocarril. El puerto de Larne, el puerto de Belview y el europuerto de Rosslare siguen conectados.
El único servicio de tren ligero de Irlanda, llamado Luas, está en Dublín. En la actualidad no hay líneas de metro en Irlanda, pero está prevista una línea MetroLink que daría servicio a Dublín.

## Historia

Mapa ferroviario de Irlanda en 1906.

El primer ferrocarril de Irlanda se inauguró en 1834. En su punto álgido, en 1920, Irlanda contaba con 5.600 km de ferrocarril, de los que ahora sólo queda un tercio. Una amplia zona en torno a la frontera carece de servicio ferroviario.
La primera línea de tren ligero de Irlanda se inauguró el 30 de junio de 2004.

## Material rodante

### Locomotoras
La tracción diésel es la única forma de fuerza motriz tanto en la red de IÉ como en la de NIR, aparte de la ruta suburbana electrificada Howth/Malahide-Greystones (DART) en Dublín. Aparte de los prototipos y de un pequeño número de locomotoras de maniobra, el primer gran programa de dieselización de CIÉ comenzó a principios de los años 50 con pedidos de 94 locomotoras de dos tamaños (clases A y C) a Metropolitan-Vickers que se entregaron a partir de 1955, con otras doce (clase B) a Sulzer a finales de los años 50. Tras la escasa fiabilidad de las locomotoras diésel de primera generación, en los años 60 se emprendió un segundo programa de dieselización con la introducción de sesenta y cuatro locomotoras de tres clases (121, 141 y 181) construidas por General Motors, de Estados Unidos. Este programa, junto con el cierre de líneas, permitió a CIÉ volver a eliminar la tracción de vapor en 1963, tras haberlo hecho en la red de CIÉ antes de hacerse con su parte del Great Northern Railway. Paralelamente, NIR adquirió tres locomotoras de Hunslet, Inglaterra, para los servicios Dublín-Belfast. Las locomotoras Metropolitan-Vickers fueron remotorizadas por CIÉ a principios de los años 70 con motores de General Motors.
La tercera generación de tracción diésel en Irlanda fue la adquisición de dieciocho locomotoras de General Motors de 2.475 CV, denominadas clase 071, en 1976. Esto supuso una mejora significativa en la potencia de tracción disponible para CIÉ y permitió acelerar los servicios exprés de pasajeros. Posteriormente, NIR adquirió tres locomotoras similares para los servicios Dublín-Belfast, lo que supuso la primera alineación de las políticas de tracción de CIÉ y NIR.
La cuarta generación de locomotoras diésel se materializó en treinta y cuatro locomotoras, también de General Motors, que llegaron a principios de la década de 1990. Se trató de un pedido conjunto de IÉ y NIR, con treinta y dos locomotoras para la primera y dos para la segunda. De nuevo fueron suministradas por la división de electromotores de General Motors. IÉ designó a sus locomotoras como la clase GM 201; numeradas del 201 al 234 (las locomotoras de NIR fueron prefijadas posteriormente con un 8). Estas locomotoras son las más potentes de gasóleo que circulan por Irlanda, y tienen 3200 caballos de potencia (2,5 MW), lo que permitió acelerar aún más los servicios exprés. Las locomotoras de la NIR, aunque se enviaron con la librea de la NIR, fueron repintadas con la librea de la "Empresa", al igual que seis de las locomotoras de la IÉ.
La clase 071 se utiliza ahora en los servicios de mercancías. Las tres locomotoras similares de NIR llevan los números 111, 112 y 113. Rara vez hay más de una de ellas en servicio a la vez.

### Unidades múltiples
Tanto NIR como IÉ prestan servicios de cercanías con unidades múltiples diésel (DMU), que en Irlanda se denominan 'automotores'.

#### Unidades de Iarnród Éireann
| Clase       | Imagen | Tipo                   | Velocidad máxima | Velocidad máxima | Número                                                                     | Rutas operadas | Año de construcción |
| Clase       | Imagen | Tipo                   | mph              | km/h             | Número                                                                     | Rutas operadas | Año de construcción |
| ----------- | ------ | ---------------------- | ---------------- | ---------------- | -------------------------------------------------------------------------- | --- | ------------------- |
| 2600 Class  |        | Unidad múltiple diésel | 70               | 110              | 8                                                                          | Mallow-Cork-Cóbh Mallow-Tralee (solo los domingos) Cóbh-Midleton | 1993                |
| 2800 Class  |        | Unidad múltiple diésel | 75               | 120              | 8                                                                          | Limerick-Waterford Limerick shuttle Limerick-Ennis Limerick-Galway Mallow-Tralee Ballina-Manulla Junction                                                                 | 2000                |
| 29000 Class |        | Unidad múltiple diésel | 75               | 120              | 29                                                                         | Dublin-Maynooth Dublin-Drogheda/Dundalk Dublin-M3 Parkway Dublin-Maynooth/Longford Dublin-Rosslare Europort                                                               | 2002–2005           |
| 22000 Class |        | Unidad múltiple diésel | 100              | 160              | 28 conjuntos de 3 coches 25 conjuntos de 4 coches 10 conjuntos de 5 coches | Dublin Newbridge/Kildare/Port Laoise Dublin-Cork Dublin-Maynooth/M3 Parkway/Longford/Sligo Dublin-Rosslare/Galway/Westport Dublin-Dundalk Limerick shuttle Tralee shuttle | 2007–2012           |

Los DMU de IÉ operan todos los servicios InterCity, excepto el de Dublín a Cork y el de Dublín a Belfast (un servicio semanal de Dublín Connolly a Belfast y vuelta es de Railcar).
Iarnród Éireann 22000 Class InterCity Railcars
Hay 234 vagones de la clase 22000 en total, que se dividen en los siguientes conjuntos:
- Diez series de 5 vagones - Cada serie incluye un vagón de primera clase y un vagón restaurante. Se utilizan en los principales servicios InterCity entre Dublín y Limerick, Galway, Waterford, Westport y Tralee.
- Veinticinco conjuntos de 4 vagones - Estos operan en su mayoría solos o con una unidad de 3 vagones. Sirven a los servicios InterCity menos utilizados y a la mayoría de los servicios de Dublín a Sligo y Rosslare.
- Veintiocho conjuntos de 3 vagones - La mayoría de ellos funcionan por parejas. Sirven a los servicios InterCity menos utilizados y a muchos servicios de cercanías de Dublín.

Las características de la flota de vagones de InterCity incluyen:
- Sistemas automáticos de megafonía e información.
- Pantallas electrónicas de reserva de asientos para las reservas por Internet.
- Aire acondicionado.
- Sistema de CCTV interno.
- Diseño elegante del vagón.
- Funciones de seguridad avanzadas en todo el vagón.

#### Unidades de cercanías de Iarnród Éireann
IÉ introdujo diecisiete nuevos vagones de cercanías en 1994 como la clase 2600 (construida por Tokyu Car, Japón) para el servicio de cercanías de Kildare "Arrow". La flota se amplió en 1997 (veintisiete de la clase 2700, construidos por Alstom, ahora retirados), 2000 (veinte de la clase 2800, construidos por Tokyu Car) y 2003 (ochenta de la clase 29000, construidos por CAF). Cuando se introdujo la clase 29000, todos los vagones irlandeses pasaron de llamarse "Arrow" a "Commuter". En 2005 llegaron otras nueve composiciones de 4 vagones de la clase 29000.

#### Unidades de NIR
NIR sustituyó sus envejecidos DMU por vagones regionales de la clase 3000 y 4000 construidos por CAF, que llegaron en 2005 y 2011, respectivamente.

### Vagones

#### Vagones Mark 4
La flota insignia de InterCity de Iarnród Éireann son los Mark 4.

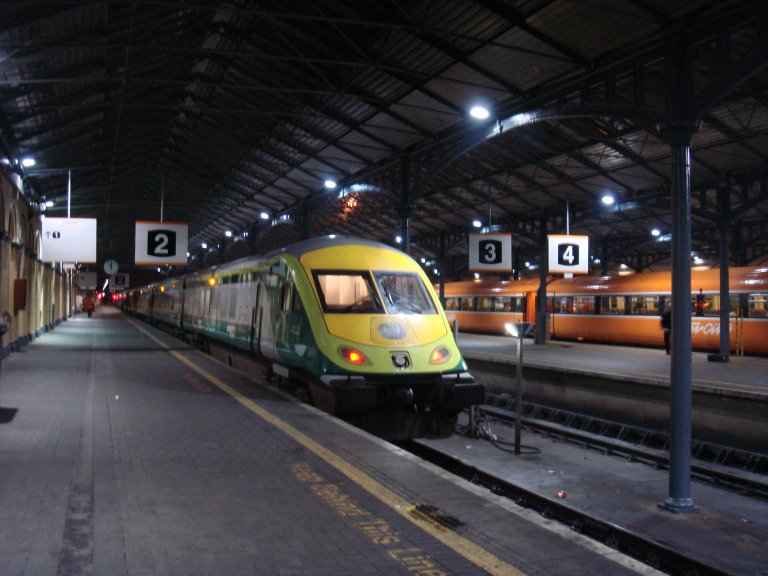
Mark 4 InterCity en la estación de Dublín Heuston con los vagones Mark 3 al fondo.

Construidas por CAF de España en 2004-2005 están formadas por conjuntos de 8 coches push-pull. Cada conjunto contiene (por orden):
- Locomotora de la clase GM 201
- 5 vagones de la clase Standard
- 1 vagón restaurante
- 1 vagón "Citygold" (primera clase)
- Vagón de control del generador

Los trenes Mark 4 cuentan con cristales tintados en azul, mapas de ruta electrónicos que muestran el progreso del tren, pantallas electrónicas de reserva de asientos y tomas de corriente para ordenadores portátiles, o para recargar tabletas, reproductores MP3 o teléfonos móviles. Los clientes de Citygold en esta flota tienen las características añadidas de asientos ajustables, mayor espacio y comodidad y entretenimiento de audio en el asiento. Se utilizan exclusivamente en la ruta de Dublín a Cork, con un servicio por hora en cada sentido.
Los trenes Mark 4 son capaces de alcanzar velocidades de hasta 201 km/h, pero están limitados por la velocidad máxima de la línea de 160 km/h y la locomotora.

#### Servicios para empresas
El servicio "Enterprise" de Dublín a Belfast es operado conjuntamente por IÉ y NIR con material rodante de De Dietrich, encargado en 1997. En septiembre de 2012 se introdujeron cuatro furgones generadores Mark 3. Hasta entonces, las locomotoras de la clase 201 debían suministrar energía de cabecera (HEP) para la calefacción y el alumbrado.

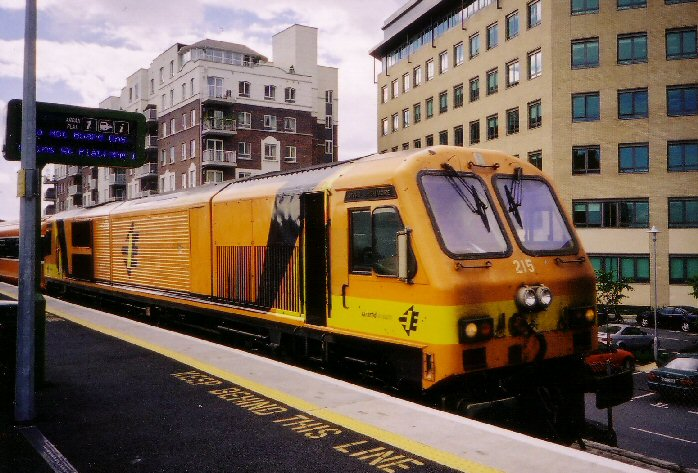
Una de las 34 locomotoras GM compradas en los años 90, la locomotora IÉ 215 "River Avonmore - An Abhainn Mhór", en la estación DART de Grand Canal Dock.

#### Material anterior
NIR también disponía de un número de vagones de la Clase 488 reformados, adquiridos del servicio Gatwick Express y convertidos para circular en el ancho de vía irlandés de 1.600 mm. Estos vagones eran conocidos como "los Gatwicks". Estuvieron en uso desde 2001 hasta junio de 2009.

## Servicios de pasajeros
Esta una lista de todas las rutas de pasajeros en la isla de Irlanda. Notas sobre la misma:
1. Los servicios que se indican a continuación suelen implicar, aunque no necesariamente, un cambio de tren. Los puntos de relevo se muestran en negrita.
2. Los servicios a diferentes horas del día servirán a un subconjunto diferente de las estaciones que se muestran a continuación. Las "estaciones servidas" enumeran todas las paradas posibles para cualquier tren en una ruta determinada. Por ejemplo, algunos servicios a Limerick no implican un cambio en Limerick Junction, y algunos servicios a Cork pueden parar sólo en Limerick Junction, Charleville y Mallow.

### Rutas InterCity de la República de Irlanda

#### De Dublín a Cork
Estaciones servidas - Dublín Heuston, Portarlington, Port Laoise, Ballybrophy, Templemore, Thurles, Limerick Junction, Charleville, Mallow, Cork Kent
Esta línea era conocida como la "Premier Line" de la Great Southern and Western Railway (GS&WR), siendo una de las rutas más largas del país (266 km o 165 millas), construida con un alto nivel de calidad y que conectaba con Galway, Limerick, Waterford y Kerry, así como con Cork. Estos otros destinos tienen todos sus propios servicios, aunque se ofrecen conexiones a/desde el servicio de Cork en Limerick Junction (para Limerick) y Mallow (para Kerry). Desde 2019, la línea está recibiendo una importante mejora centrada en este año entre Newbridge y Ballybrophy. Hay posesiones de la mayoría de las secciones de la línea todas las noches para llevar a cabo el relevo. También hay interrupciones y cancelaciones en la mayoría de los fines de semana. Todo el relevo utiliza un carril mucho más pesado para que el viaje de los trenes sea más suave. La nueva vía, de 60 kg, es la misma que se utiliza en el TGV en Francia. A medida que avanza la modernización, hay restricciones de velocidad que afectan a la puntualidad de los trenes. Se está construyendo un nuevo andén en Limerick Junction, en la línea descendente, que reducirá los conflictos y el tiempo de viaje en 3-5 minutos. Está prevista una cuarta vía entre Park West-Cherry Orchard y Heuston que también pretende reducir aún más los tiempos de viaje. A partir de 2019, 13 de los 29 servicios diarios de la ruta se realizan en 2 horas y 30 minutos o menos. 11 trenes operan el servicio en entre 2 horas 30 minutos y 2 horas 35 minutos, con todos los servicios de 2 horas 40 minutos o menos. Un servicio exprés a primera hora de la mañana de Cork a Dublín realiza el trayecto sin paradas en 2 horas y 15 minutos.

#### De Dublín a Limerick
Estaciones servidas - Dublín Heuston, Sallins y Naas, Newbridge, Kildare, Monasterevin, Portarlington, Port Laoise, Ballybrophy, Templemore, Thurles, Limerick Junction, Limerick Colbert
Este servicio sigue la ruta de Cork hasta Limerick Junction. Los servicios de Limerick salen de la línea principal a través de una curva directa construida en 1967, en parte de la antigua Waterford and Limerick Railway (W&LR). El antiguo horario de dos horas operado por vagones de la clase 22000 se redujo en noviembre de 2009 cuando el número de trenes directos se redujo a tres de Dublín a Limerick y a cuatro de Limerick a Dublín. Los domingos hay 6 trenes en cada dirección. Los servicios restantes de Dublín-Limerick-Ennis implican un cambio en "Limerick Junction" de un servicio Dublín-Cork o Dublín-Tralee a un tren local para los 30 minutos restantes del viaje.

#### De Dublín a Galway
Estaciones servidas - Dublín Heuston, Sallins y Naas (sólo en horas punta), Newbridge, Kildare, Monasterevin, Portarlington, Tullamore, Clara, Athlone, Ballinasloe, Woodlawn, Attymon, Athenry, Oranmore y Galway Ceannt.
La ruta actual, construida por la GS&WR en competencia con la MGWR, deja la línea principal de Cork justo después de Portarlington. El río Shannon se cruza en Athlone. Athenry, la penúltima estación antes de Galway, volvió a ser un nudo de comunicaciones en 2010 con la reapertura de la línea a Limerick y volvería a serlo si la reapertura prevista de la línea a Tuam avanza de acuerdo con el plan de infraestructuras Transport 21. En febrero de 2011 se obtuvo el permiso de planificación para una estación en Oranmore y se inauguró el 28 de julio de 2013. Todos los servicios son operados por trenes de la clase 22000.
Desde 2019, los tiempos de viaje oscilan entre 2 horas 11 minutos y 2 horas 37 minutos. 8 servicios operan en 2 horas y 20 minutos o menos de lunes a viernes. Hay 9 trenes directos en cada dirección de lunes a jueves. El viernes, el tren exprés de las 07:35 de Heuston va a Westport en lugar de a Galway, pero hay un tren de conexión a Galway desde Athlone. Durante el periodo universitario hay un servicio adicional de Galway a Dublín a las 15:35.

#### De Dublín a Tralee

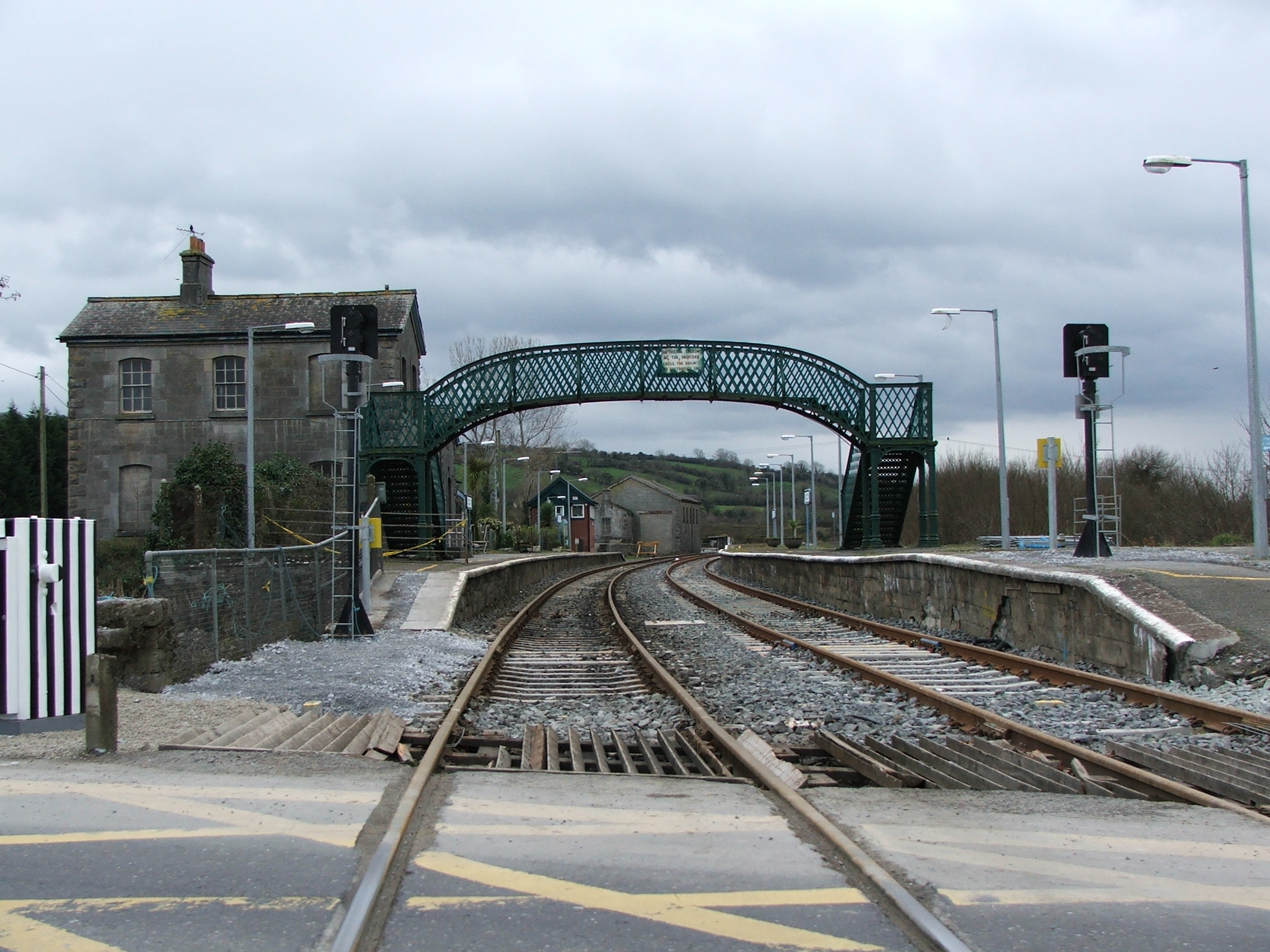
Vías de tren se extienden en la distancia desde el paso a nivel en el extremo oriental de la estación de Farranfore.

Estaciones servidas - Dublín Heuston, Kildare (1 tren el domingo), Portarlington, Port Laoise, Thurles, Limerick Junction, Charleville, Mallow, Banteer, Millstreet, Rathmore, Killarney, Farranfore, Tralee Casement.
Esta ruta relativamente indirecta discurre por lo que es en esencia un ramal conectado a la línea principal Cork-Dublín en Mallow. Los trenes circulan hacia/desde el sur de Tralee. En 2017 había ocho trenes de Mallow a Tralee y nueve trenes en sentido contrario. Todos los servicios son operados por vagones de la clase 22000, con la excepción del servicio muy temprano de Tralee a Cork y algunos servicios de domingo (de Tralee a Cork vía Mallow) que son operados por un conjunto de 2 vagones de la clase 2600 Commuter. Hay un servicio diario desde Dublín Heuston a Tralee en cada dirección de lunes a viernes. Los domingos hay dos trenes de Heuston a Tralee y tres de Tralee a Heuston. La duración del trayecto oscila entre 3 horas 40 minutos y 3 horas 53 minutos. En esta línea, la estación de tren de Farranfore ofrece una conexión directa con el aeropuerto de Kerry.

#### De Dublín a Waterford
Estaciones servidas - Dublín Heuston, Hazelhatch y Celbridge, Sallins y Naas, Newbridge, Kildare, Athy, Carlow, Muine Bheag, Kilkenny MacDonagh, Thomastown, Waterford Plunkett.
Dado que Kilkenny es una estación de paso, es necesario dar marcha atrás. Los trenes que no son de pasajeros, como el tren de mercancías DFDS de Ballina a Waterford, evitan Kilkenny utilizando el bucle de Lavistown, que une ambas líneas para entrar en Kilkenny. Algunos trenes de pasajeros utilizan el bucle para reducir el tiempo de viaje.

#### De Dublín a Westport/Ballina
Estaciones servidas - Dublín Heuston, Newbridge, Kildare, Monasterevin, Portarlington, Tullamore, Clara, Athlone, Roscommon, Castlerea, Ballyhaunis, Claremorris, Manulla Junction, (Foxford, Ballina) o (Castlebar, Westport).
La línea es atendida principalmente por una DMU de la clase 22000 en el tramo Dublín - Westport. En el tramo Manulla Junction - Ballina opera un automotor diésel de la clase 2800. Hay 3 servicios diarios de Heuston a Westport y 5 de Westport a Heuston de lunes a jueves y el viernes el de las 07:35 de Heuston a Galway va a Westport y el de las 09:08 de Athlone a Westport va a Galway y luego el de las 17:10 de Heuston a Athlone se prolonga a Westport y hay 5 trenes de Westport a Heuston. También hay 1 servicio diario de Athlone a Westport de lunes a jueves. La duración del trayecto oscila entre 3 horas y 6 minutos y 3 horas y 44 minutos.

#### De Dublín a Gorey/Rosslare Europort
Estaciones servidas - Dublín Connolly, Tara Street, Dublín Pearse, Dún Laoghaire Mallin, Bray Daly, Greystones, Kilcoole (servicio limitado), Wicklow, Rathdrum, Arklow, Gorey, Enniscorthy, Wexford O'Hanrahan, Rosslare Strand, Rosslare Europort.
Hay cuatro viajes de ida y vuelta en cada dirección de lunes a viernes inclusive, el primero de los cuales desde el Europuerto de Rosslare se extiende más allá de Dublín hasta Dundalk. También funciona un servicio de cercanías de Gorey a Connolly a primera hora de la mañana que, a su regreso por la tarde, se extiende hasta Wexford. Los sábados y domingos hay tres viajes de ida y vuelta más un servicio de cercanías de Gorey a Dundalk. El trayecto de las 16:37 de Dublín Connolly a Rosslare Europort, de lunes a viernes, ofrece oportunidades de conexión con los barcos a Gales y Francia. Algunos servicios en hora punta también paran en la estación de Lansdowne Road y algunos servicios se saltan Kilcoole. Este servicio tiene la velocidad media más baja, de unos 53 kilómetros por hora. Los servicios son trenes de cercanías ICR de 29000.
Un proyecto de reasfaltado en Dublín aumenta la capacidad de Iarnród Éireann para hacer circular de 12 a 20 trenes por hora en ambas direcciones a través de la línea de Howth Junction a Grand Canal Dock, que atiende a los DART de Howth, los DART de Malahide, los trenes de Cercanías del Norte, los servicios de Belfast Enterprise, los InterCity de Sligo y los servicios de Cercanías de Maynooth, así como otros servicios en la zona de Connolly a Grand Canal Dock.

#### De Dublín a Sligo
Estaciones servidas - Dublín Connolly, Drumcondra (sólo en horas punta), Maynooth, Kilcock, Enfield, Mullingar, Edgeworthstown, Longford, Dromod, Carrick-on-Shannon, Boyle, Ballymote, Collooney, Sligo Mac Diarmada.
Todos los servicios son operados por trenes de la clase 22000 con un servicio cada 2 horas hasta las 7 de la tarde. El primer servicio dominical desde Dublín es operado por trenes de la clase 29000. Vuelve desde Sligo a las 18 horas. Sólo los servicios en hora punta hacen escala en Drumcondra.

#### De Cork a Tralee
Estaciones servidas - Cork Kent, Mallow, Banteer, Millstreet, Rathmore, Killarney, Farranfore, Tralee Casement.
Se trata de un servicio de tres viajes al día con dos trenes que salen por la mañana y uno por la tarde. El servicio lo realiza una clase 22000.
La estación de tren de Farranfore conecta con el aeropuerto de Kerry.

#### De Limerick a Waterford
Estaciones servidas - Limerick Colbert, Limerick Junction, Tipperary, Cahir, Clonmel, Carrick-on-Suir y Waterford Plunkett.
La ruta Limerick-Waterford es la única ruta verdaderamente no radial (desde Dublín) que sigue abierta en Irlanda y que no es un ramal. La ruta fue iniciada en 1848 por el Waterford & Limerick Railway y completada en 1854.
Los horarios, desde 2019, requieren que los pasajeros cambien en Limerick Junction. Hay dos servicios por día, en cada sentido, sin servicio los domingos o días festivos. La duración de los trayectos varía entre 2 horas y 35 minutos y 2 horas y 43 minutos.

#### Limerick–Ennis–Galway
Estaciones servidas - Limerick Colbert, Sixmilebridge, Ennis, Gort, Ardrahan, Craughwell, Athenry, Oranmore y Galway Ceannt.
Este servicio comenzó el 30 de marzo de 2010 con la reapertura de la línea Ennis-Athenry. Ahora los trenes directos van de Limerick a Galway y los servicios de cercanías de Ennis se han integrado en ellos.
Todas las nuevas estaciones carecen de personal. Gort cuenta con dos andenes con ascensores, puentes, máquinas expendedoras de billetes y un bucle, mientras que Sixmilebridge, Ardrahan y Craughwell sólo tienen un andén cada una. En Gort se ha restaurado y reubicado la cabina de señales y hay un pequeño depósito para el personal de vía permanente. Esta reapertura fue la primera fase de la reapertura del corredor ferroviario occidental. Supuso la renovación de 58 km de vía, la reconstrucción de puentes, la instalación de sistemas de señalización, la mejora de los pasos a nivel y la construcción de las estaciones. La duración del viaje entre Limerick y Galway es de algo menos de dos horas y hay cinco trenes diarios en cada sentido.
La línea ha experimentado cierto crecimiento, ya que el Irish Times informó de que, entre 2013 y 2014, "el corredor ferroviario occidental experimentó un aumento del 72,5%, pasando de 29.000 a 50.000 viajes a través del tramo Ennis-Atenry de la línea", lo que se atribuyó en parte a la introducción de las reservas en línea y las tarifas promocionales.

### Rutas de cercanías de la República de Irlanda

#### Trenes de cercanías de Dublín
- Dublin Area Rapid Transit (DART) - De Greystones a Howth/Malahide.
- Cercanías del Norte - Dublin Pearse a Dundalk.
- Cercanías del sureste - Dublin Connolly a Gorey.
- Cercanías del suroeste - Dublin Heuston/Grand Canal Dock a Port Laoise/Newbridge.
- Cercanías del Oeste - Dublin Pearse/Docklands a Maynooth/M3 Parkway/Longford.

#### De Limerick a Ennis
Estaciones servidas - Limerick Colbert, Sixmilebridge, Ennis.

#### De Limerick a Nenagh y Ballybrophy

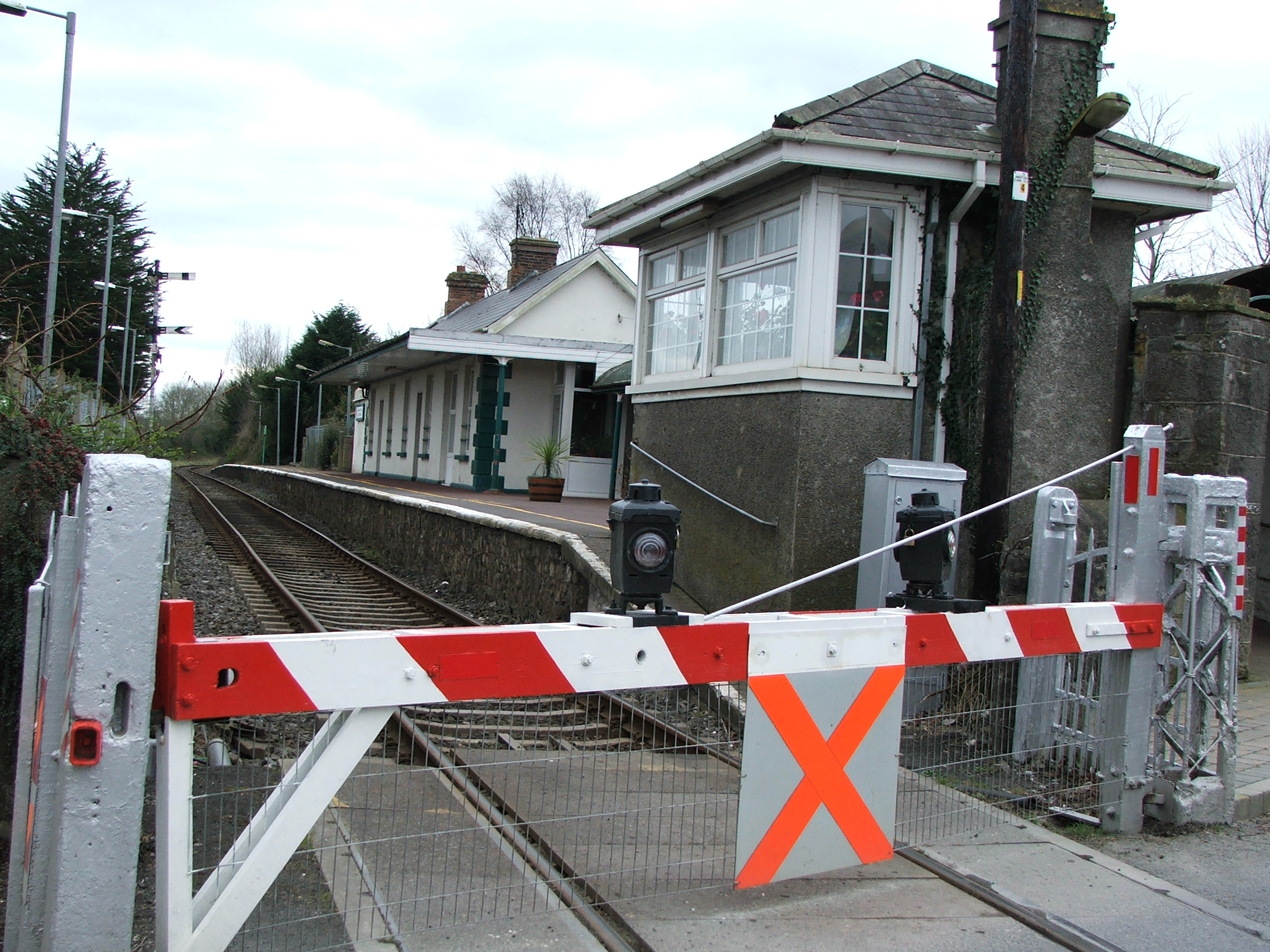
Estación de Castleconnell, Condado de Limerick.

Estaciones servidas - Limerick Colbert, Castleconnell, Birdhill, Nenagh, Cloughjordan, Roscrea, Ballybrophy.
La línea se bifurca desde la de Waterford a las afueras de Limerick en Killonan Junction. Todos los trenes de esta línea conectan con los de Dublín en Ballybrophy.
Los servicios actuales de la línea consisten en dos trenes de pasajeros de ida y vuelta al día desde Limerick. A raíz de una campaña de The Nenagh Rail Partnership, fundada por políticos locales y representantes de la comunidad, y con la ayuda del grupo de noticias de Internet Irish Railway News, el Gobierno local financió un estudio de mercado. El estudio se llevó a cabo en el verano de 2005 y demostró que existía un mercado para mejorar los servicios en la línea. Como resultado de este estudio, IÉ se ha comprometido a asignar material rodante adicional a la línea como parte de su programa de sustitución de la flota en curso. Esta línea está sujeta a muchas restricciones de velocidad debido a la necesidad de sustituir varios tramos de vía antiguos.
En octubre de 2007, tras una reunión entre la dirección de Iarnród Éireann y The Nenagh Rail Partnership, se confirmó que el nuevo servicio de cercanías se introduciría entre Nenagh y Limerick el lunes 1 de septiembre de 2008. Este servicio se puso en marcha ese mismo día, como estaba previsto.
Propuesta de cierre de la línea Ballybrophy-Roscrea-Nenagh-Limerick
Una noticia de enero de 2012 sugería que Iarnród Éireann podría solicitar permiso a la Autoridad Nacional del Transporte para cerrar la línea, pero en febrero de 2012 se publicó un horario mejorado para la línea, lo que indica que se ha aplazado la decisión de cierre a la espera del resultado de la mejora del servicio.

#### De Waterford a Rosslare (cerrada)
Estaciones servidas - Waterford Plunkett, Campile, Ballycullane, Wellingtonbridge, Bridgetown, Rosslare Strand, Rosslare Europort.
En el tramo Waterford-Rosslare había un único servicio en cada sentido, operado por trenes de la clase 2700 que tardaban algo más de una hora. El objetivo original del servicio, proporcionar un enlace ferroviario a las ciudades de Waterford, Limerick (y Cork a través de Limerick Junction) se vio comprometido al final por las malas conexiones con otros servicios desde Waterford.
El servicio se cerró para los pasajeros el sábado 18 de septiembre de 2010. El transporte de reemplazo consiste en un horario y rutas revisadas en la actual ruta 370 de Bus Éireann. Los autobuses de la ruta llevan la marca "370 Connect", hasta la estación de autobuses de Waterford, que está a 5 minutos a pie de la estación de tren de Waterford.
La línea sigue abierta para el traslado de material. Los DMUs de la clase 22000 y 29000 operaron en la línea el sábado 5 de noviembre de 2011.

### Rutas de Irlanda del Norte
Los servicios en Irlanda del Norte son escasos en comparación con la República u otros países. En los años 50 y 60 se redujo considerablemente la red ferroviaria (en particular por la Autoridad de Transporte del Ulster). En la actualidad, las rutas incluyen servicios de cercanías a Larne, Newry y Bangor, así como servicios a Derry. También hay un ramal de Coleraine a Portrush. En los ferrocarriles de Irlanda del Norte las distancias se indican en millas y metros.

#### Cercanías de Belfast
Tres rutas de cercanías circulan con frecuencias de 20 minutos a la entrada y salida de la estación de tren de Belfast Great Victoria Street, estas rutas pasan luego por la estación de tren de Belfast Central antes de continuar hacia destinos en Bangor, Derry, Larne y Newry.

#### De Belfast a Derry
Estaciones servidas - Great Victoria Street, City Hospital, Botanic, Belfast Central, Yorkgate (servicio parcial), Whiteabbey (servicio parcial), Mossley West, Antrim, Ballymena, Cullybackey, Ballymoney, Coleraine, Castlerock, Bellarena, Derry.
El servicio a Derry ha sufrido una falta de financiación en las últimas décadas. La línea existente no está soldada de forma continua y tiene restricciones de velocidad en algunas partes. Durante algún tiempo la amenaza de cierre se cernió sobre esta ruta, pero en diciembre de 2005 se confirmó un paquete de financiación de 20 millones de libras. Ese mismo mes se introdujeron los nuevos vagones CAF en la línea y, a pesar de que el servicio seguía siendo más lento que el servicio Derry-Belfast Ulsterbus, las mejoras supusieron un aumento del número de pasajeros hasta superar el millón al año. Sin embargo, en 2007 se reveló que los 20 millones de libras destinados no se habían gastado, mientras que en la línea Belfast-Bangor se habían gastado 20 millones de libras de más. Mientras que el grupo de presión ferroviaria "Into the West" había propuesto extender la línea a través de la frontera en el condado de Donegal hasta Letterkenny y luego hasta Sligo, liberando así la financiación de la UE. Actualmente, el Departamento ha completado parcialmente un plan en marcha para el Desarrollo Regional, para el relevo de la vía entre Derry y Coleraine para 2013, que incluye un bucle de paso, y la introducción de dos nuevos conjuntos de trenes. Se espera que el plan, dotado de 86 millones de libras, reduzca el tiempo de viaje entre Belfast y Derry en 30 minutos y permita que los trenes de cercanías lleguen a Derry antes de las 09:00 horas por primera vez.

#### De Coleraine a Portrush
Estaciones servidas - Coleraine, Universidad del Ulster, Dhu Varren, Portrush.

#### De Belfast a Larne Harbour
Estaciones servidas - Belfast Great Victoria Street, City Hospital, Botanic, Belfast Central, Yorkgate, Whiteabbey, Jordanstown, Greenisland, Trooperslane, Clipperstown, Carrickfergus, Downshire, Whitehead, Ballycarry, Magheramorne, Glynn, Larne Town, Larne Harbour.

### Rutas transfronterizas

#### Belfast-Dublín y Dublín-Belfast
Estaciones servidas - Belfast Central, Lisburn, Portadown, Newry, Dundalk Clarke, Drogheda MacBride, Dublín Connolly.
Este servicio transfronterizo, denominado Enterprise, es propiedad y está gestionado conjuntamente por Northern Ireland Railways y IÉ. A pesar de contar con uno de los materiales rodantes InterCity más modernos de la isla, se ha visto afectado por numerosos problemas. Un problema histórico en esta ruta ha sido la interrupción de los servicios causada por las alertas de seguridad (dispositivos en la línea, bromas, amenazas y avisos). Estos problemas continúan en la actualidad.
La puntualidad de este servicio sigue siendo escasa por otros motivos. La ruta InterCity, a pesar de ser en su mayor parte carril continuo soldado de alta calidad, se comparte con los servicios de cercanías fuera de Belfast y Dublín.
Otro problema se debía a la disposición de la locomotora y el material rodante. A diferencia de la mayoría del material rodante con locomotoras en Irlanda, los furgones generadores no formaban parte del tren, ni siquiera los DVTs suministraban energía. Por lo tanto, las locomotoras construidas por General Motors tenían que suministrar energía en la cabecera para la iluminación y la calefacción de todo el tren. Aunque muchos tipos de locomotoras están bien diseñadas para este propósito, estas locomotoras en particular tuvieron que esforzarse bajo la tensión adicional. El desgaste de las locomotoras y el tiempo fuera de servicio fueron inusualmente altos. En al menos dos ocasiones, las locomotoras estallaron en llamas mientras circulaban por la ruta. Para evitar más daños, en septiembre de 2012 entraron en servicio cuatro furgones generadores Mark 3.
El derrumbe del viaducto de Malahide a finales de 2009 interrumpió temporalmente todos los servicios de Enterprise de Dublín a Belfast durante 3 meses. El viaducto fue reparado y la línea volvió a abrirse en noviembre de 2009.

## Carga
Los siguientes servicios de transporte de mercancías operan en Irlanda:
- Trenes madereros de Ballina a Waterford Port (Belview)
- Trenes madereros de Westport a Waterford Port (Belview)
- Mineral de zinc desde Tara Mines, Navan - Puerto de Dublín (North Wall)
- Almacenes y transportes internacionales fletados desde Ballina - Puerto de Dublín (North Wall) (iniciado en septiembre de 2009)

El transporte de mercancías por ferrocarril ha experimentado un importante descenso en Irlanda durante los últimos 10 años.
- El 29 de julio de 2005, IÉ cerró su negocio de transporte ferroviario de contenedores, afirmando que este sector había representado el 10% de su negocio de transporte, pero el 70% de sus pérdidas.
- Los niveles de carga de contenedores habían descendido a unos 35 contenedores en tres trenes al día.[11] Sin embargo, Iarnród Éireann estimó que se necesitaba un mínimo de dieciocho contenedores de 40 pies para una carga de tren comercialmente viable. El impacto de esto será de unos cuarenta camiones más al día, descrito por Iarnród Éireann como una "gota en el océano" cuando se compara con los 10.000 camiones que entran en el puerto de Dublín cada día. No obstante, el impacto anual de esta medida supondrá el desplazamiento de unos 70 millones de toneladas-kilómetro a la red de carreteras.
- En julio de 2006 se retiraron los pórticos de contenedores de Mallow y Sligo, el patio de pórticos de Limerick es ahora un aparcamiento y la mayor parte del patio de carga de Cork está preparada para ser urbanizada.

Entre los servicios de transporte de mercancías que ya no funcionan se encuentran:
- Trenes de amoníaco desde Shelton Abbey, Wicklow-Cork (debido al cierre de la planta de fertilizantes)
- Cemento ensacado en todo el país
- Barriles de cerveza en todo el país
- Campanilla Mayo-Waterford
- Yeso Kingscourt-Dublín
- Cemento a granel desde las fábricas de cemento de Platin (cerca de Drogheda) y Castlemungret (cerca de Limerick) hasta los silos de cemento de Sligo Quay, Athenry, Cabra (Dublín), Cork, Waterford, Tullamore y Belfast.

Otras pérdidas fueron los servicios de transporte de fertilizantes, grano, alquitrán, chatarra, melaza y carbón. El último flujo de cemento a granel que operaba en Irlanda (Castlemungret - Waterford) finalizó en diciembre de 2009 junto con el tráfico Kilmastulla Quarry - Castlemungret Shale, a pesar de haber obtenido beneficios en la región de 1,3 millones de euros en 2006.
El tráfico de mercancías restante se ve respaldado por un acuerdo con Coillte para aumentar los trenes de madera de Ballina a Belview de tres a cuatro semanales. Esto puede reflejar el hecho de que el ferrocarril no haya podido deshacerse de sus locomotoras de clase 201 sobrantes por la retirada de la flota de vagones Mark 3.
Bord na Móna explota una extensa red ferroviaria de vía estrecha de 1.930 km. Se trata de una de las mayores redes ferroviarias industriales de Europa y está completamente separada del sistema ferroviario de pasajeros de Irlanda, operado por Iarnród Éireann. Se utiliza para transportar la turba desde las parcelas de recolección hasta las plantas de procesamiento y las centrales eléctricas de la Junta de Suministro Eléctrico.

## Ferrocarriles históricos
Irlanda cuenta con un pequeño pero próspero panorama ferroviario histórico. Existen varios grupos, en su mayoría pequeños, dirigidos por particulares, aunque hay varios grupos más grandes. Hay un par de grupos de railtour, un ferrocarril autónomo de 1.600 mm y un gran número de museos de 914 mm.

### Ferrocarriles patrimoniales
- El Connemara Railway en County Galway, bierto en 2021.
- El Downpatrick & County Down Railway es el único ferrocarril patrimonial autónomo de tamaño completo en Irlanda, que hace circular trenes a lo largo de sus 6 kilómetros de vía, además de su capacidad como museo estático.
- El Foyle Valley Railway en Derry, que cerró en 2015 reabierto en 2016.
- El Stradbally Woodland Railway, gestionado por la Irish Steam Preservation Society.
- El Giant's Causeway and Bushmills Railway, una recreación del tranvía original de Giant's Causeway. El ferrocarril dejó de funcionar a vapor en 2012 con la llegada de un tranvía de nueva construcción.
- El Fintown Railway, que hace circular un antiguo ferrobús del CDRJC por la orilla de Lough Finn.
- El Lartigue Monorail, en Listowel, una fiel demostración del único sistema de monorraíl de Irlanda.
- El West Clare Railway, con una colección de material de 5 pies y 3 pies con base en la restaurada estación de tren de Moyasta Junction.
- El Waterford and Suir Valley Railway, que recorre 10 km de línea de 3 pies de ancho entre Kilmeadan y Waterford.

### Grupos de conservación
- La Railway Preservation Society of Ireland, con sede en Whitehead (condado de Antrim), gestiona trenes de vapor preservados en las líneas principales de toda Irlanda.
- El Irish Traction Group conserva locomotoras diésel pero no tiene una línea propia. En su lugar, cuatro de sus locomotoras tienen su base en Carrick-on-Suir, cuatro en Moyasta y cinco en la DCDR.

### Museos ferroviarios
- El Museo del Folclore y el Transporte del Ulster contiene varios vehículos ferroviarios y tranviarios de numerosos anchos de vía de toda Irlanda.
- El Cavan and Leitrim Railway cuenta con 0,4 km de vías de 3 pies de ancho y un pequeño museo del transporte, situado junto a la estación de ferrocarril de Dromod de Iarnród Éireann.
- El Centro del Patrimonio Ferroviario de Donegal, un museo dedicado al Comité Conjunto de los Ferrocarriles del Condado de Donegal, ubicado en la antigua estación de ferrocarril de Donegal.
- El Museo del Ferrocarril de Castlerea, un museo dedicado a los Ferrocarriles de Irlanda que también es un pub.

## Futuro

### Rutas

#### Western Rail Corridor
La primera etapa de la reapertura del corredor ferroviario occidental, entre Ennis y Athenry, se completó en 2009. A fecha de 2020, no está prevista la reapertura de las etapas restantes, desde Athenry hasta Tuam, Claremorris y Collooney.

#### Ferrocarril pesado a Navan
Iarnród Éireann había propuesto ampliar los servicios de cercanías existentes desde la estación de tren de M3 Parkway hasta Navan pasando por Dunshaughlin y Kilmessan. Sin embargo, a partir de finales de 2019, esta propuesta se aplazó sujeta a "revisión".

#### DART y DART Underground
La propuesta de un túnel que conecte la estación de Heuston con la de Pearse y que continúe con la línea de cercanías del norte, denominada DART Underground, no está previsto que entre en funcionamiento hasta algún momento "después de 2030". Esta propuesta incluía la electrificación hasta Balbriggan, Maynooth y Hazelhatch.
A fecha de 2019, los tramos de túnel de DART Undgeround siguen suspendidos, aunque han comenzado las obras de entrega de la extensión sobre tierra a Maynooth, M3 Parkway, Drogheda, Docklands y Hazelhatch; con la línea de Maynooth y el ramal de M3 Parkway programados en primer lugar.

#### Puerto de Foynes
La empresa portuaria de Shannon Foynes ha estado buscando el restablecimiento de la línea ferroviaria de Limerick a Foynes, que funcionó por última vez en 2000, como parte de sus planes de expansión. La empresa ha encargado a Irish Rail un diseño para su rehabilitación, pero a fecha de 2020 no hay financiación.

#### Metro de Dublín
Se propone que MetroLink vaya desde Estuary, en la zona norte de Dublín, hasta Beechwood, pasando por el aeropuerto de Dublín y St. Stephen's Green. Su trazado propone principalmente vías elevadas en la zona de Swords, con un túnel que va desde el norte del aeropuerto de Dublín hasta Charlemont. A fecha de 2018, la construcción de la línea estaba programada para comenzar en 2021, con la línea propuesta para abrir en 2027.

#### Luas
Ha habido, en varios momentos, planes o propuestas para ampliar Luas a Swords, el aeropuerto de Dublín, Lucan, Bray y Old Fassaroe.
También ha habido propuestas para crear un sistema Luas en la ciudad de Cork. Las primeras datan de cuando el gobierno de Fianna Fáil consideró por primera vez la propuesta en 2007 a instancias de los socios de la coalición, el Partido Verde. Se abandonaron tras el inicio de la recesión a finales de ese año. Los planes fueron revisados por el Ayuntamiento de Cork en 2017, y también se consideraron una vez más como parte de las propuestas del gobierno de Fine Gael para Irlanda 2040.

#### Ferrocarriles de Irlanda del Norte
Se ha especulado con la posibilidad de reabrir varias líneas ferroviarias en Irlanda del Norte, como la línea entre Antrim y Castledawson.
La reapertura de la tercera línea entre Great Victoria Street y Adelaide puede estar vinculada al futuro centro de transporte de Belfast.

#### Ferrocarril de Downpatrick y del condado de Down
Sujeto a la adquisición de terrenos y a la financiación, el ferrocarril de Downpatrick y del condado de Down tiene planes para ampliar su red hasta Ballydugan, el hipódromo de Downpatrick y el Saint Patrick's Centre.

#### Ferrocarril de West Clare
Tras la concesión de la licencia de obras, el West Clare Railway va a construir un nuevo museo para albergar su propia colección y la del Irish Traction Group, así como una eventual vía de doble ancho (5 pies, 3 pulgadas y 3 pulgadas) de 6 km desde Moyasta a Kilrush.

#### HSL Ireland
En julio de 2020, durante una reunión del Consejo Ministerial Norte-Sur, se propuso realizar un estudio de viabilidad sobre una posible línea de alta velocidad entre Belfast-Dublín-Cork. La vice primera ministra, Michelle O'Neill, dijo en Twitter que estaría a favor de extender esa línea hasta Derry.

### Estaciones

#### Nuevas estaciones
Entre las propuestas de apertura o reapertura de estaciones en las líneas existentes se encuentran las de Kishoge, que está estructuralmente completa pero aún no se ha abierto, y Lisburn West, que está en construcción. Monard, Dunkettle y Kilbarry, en la red de Cercanías de Cork, fueron canceladas debido a la recesión económica irlandesa posterior a 2008.
En febrero de 2018, el Irish Independent informó de que la Autoridad Nacional de Transporte estaba a favor de construir cuatro nuevas estaciones de DART a lo largo de la línea hasta Heuston, incluyendo Cabra, Glasnevin, los Docklands y Woodbrook.

#### Estaciones renovadas
Translink está construyendo actualmente nuevos centros de transporte tanto en Belfast como en Derry. El centro de transportes de Belfast tendrá ocho andenes y permitirá cerrar la actual estación de Great Victoria Street. El servicio Enterprise se trasladará aquí desde Belfast Central. El Derry Hub, por su parte, estará en el interior de la histórica estación de Belfast and Northern Counties Railway, la terminal original de la línea.
También existen planes para reformar las estaciones de Lurgan, Adelaide, Yorkgate, Ballymena y Portrush. Se ha llevado a cabo una remodelación de Belfast Central, cuya estación pasó a llamarse ''Lanyon Place'' en septiembre de 2018.

### Material rodante
En 2017, el aumento de la demanda llevó a Iarnród Éireann a convocar una licitación para el reacondicionamiento de 10 conjuntos de la clase 2700, que habían permanecido almacenados durante 6 años con la intención de utilizarlos en los alrededores de Limerick a partir de principios de 2019. Los trenes desplazados se destinarán a la zona del Gran Dublín.
A principios de 2018, Iarnród Éireann propuso hacer un pedido de nuevo material DART capaz de funcionar con diésel o con electricidad.
A fecha de 2018, NI Railways tenía planes de invertir en una tercera oleada de nuevos trenes para satisfacer la creciente demanda.
A partir de 2018, se inició una campaña para preservar cuatro vehículos de la Clase 80 en el Downpatrick and County Down Railway, con la esperanza de llevarlos al ferrocarril patrimonial a finales de 2018. También en 2018, se propuso que una de las dos locomotoras de vapor del Cavan and Leitrim Railway, la n.º 3 ''Lady Edith'', fuera repatriada por el West Clare Railway (desde el New Jersey Museum of Transportation).